# Danny Cox (baseball)
Danny Bradford Cox (né le 21 septembre 1959 à Northampton en Angleterre) est un ancien lanceur droitier américain de baseball.
Il joue dans la Ligue majeure de baseball dans un rôle de lanceur partant pour les Cardinals de Saint-Louis de 1983 à 1988, puis principalement dans un rôle de lanceur de relève pour les Phillies de Philadelphie en 1991 et 1992, les Pirates de Pittsburgh en 1992 et les Blue Jays de Toronto de 1993 à 1995.
Il lance pour l'équipe des Cardinals qui perd les Séries mondiales de 1985 et 1987, et fait plus tard partie de l'équipe des Blue Jays de Toronto championne de la Série mondiale 1993.

## Carrière
Né au Royaume-Uni, Danny Cox n'y vit que deux ans et grandit au sein d'une famille militaire aux États-Unis, surtout dans l'État de Géorgie. 

### Cardinals de Saint-Louis
Joueur des Troy de l'université de Troy en Alabama, il est choisi par les Cardinals de Saint-Louis au 13e tour de sélection du repêchage de 1981. Il fait ses débuts dans le baseball majeur le 6 août 1983 avec les Cardinals. Il joue 152 matchs en 6 ans pour Saint-Louis et en débute 150, remportant 56 parties contre autant de défaites, avec une moyenne de points mérités de 3,40 en 985 manches lancées au total de 1983 à 1988.

#### Saison 1985
Il connaît sa meilleure saison en 1985 avec 18 victoires pour 9 défaites, 10 matchs complets dont 4 blanchissages, et une moyenne de points mérités de 2,88 en 241 manches lancées lors de 35 départs. Le 31 mai 1985, il retire les 23 premiers frappeurs des Reds de Cincinnati mais perd un match parfait lorsqu'il accorde un coup sûr à Dave Concepción après deux retraits en 8e manche.
Il fait partie de l'équipe des Cardinals qui remporte le titre de la Ligue nationale mais perd la Série mondiale face aux Royals de Kansas City. Malgré 4 coups sûrs et 5 buts sur balles accordés aux Dodgers de Los Angeles lors du 3e match de la Série de championnat de la Ligue nationale, Cox sort gagnant de son premier match de séries éliminatoires en n'accordant que deux points en six manches dans un gain de 4-2 des Cardinals. Il est brillant en Série mondiale 1985 même s'il ne reçoit pas de décision (victoire ou défaite). Il est le lanceur partant des Cardinals à Kansas City lors des 2e et 6e matchs de la série finale et chaque fois livre un enlevant duel de lanceurs avec le gaucher Charlie Leibrandt des Royals,. À son premier départ, Cox n'alloue que deux points mais quitte le match alors que les Cardinals tirent de l'arrière 0-2 ; Saint-Louis vient cependant de l'arrière pour l'emporter 4-2. Dans la 6e partie, il blanchit les Royals en 7 manches et maintient une avance de 1-0, que ses coéquipiers perdront après sa sortie de la rencontre,.
Cox défraie la manchette pour un fait divers dans les derniers jours de la saison régulière 1985. Après avoir battu les Mets de New York la veille, il prend l'avion pour Warner Robins en Géorgie afin d'intervenir dans une dispute familiale survenue sur la base aérienne Robins Air Force Base et administrer deux coups de poing à son ex-beau-frère, qui avait menacé sa sœur. Son forfait accompli, Cox reprend l'avion le soir même pour rejoindre les Cardinals à Saint-Louis (Missouri).

#### Saison 1986
Le droitier Cox lance une autre très bonne saison pour Saint-Louis en 1986 avec une moyenne de points mérités de 2,90 en 220 manches lancées lors de 32 départs. Les Cardinals connaissent cependant une campagne perdante et Cox termine l'année avec une fiche de 12 victoires et 13 défaites. 

#### Saison 1987
Saint-Louis participe à la Série mondiale 1987 mais encaisse une seconde défaite en trois ans. Cox gagne le match de saison régulière contre Montréal qui donne aux Cardinals le titre de la division Est de la Ligue nationale. Lanceur perdant de la 4e partie de la Série de championnat 1987 face aux Giants de San Francisco, il est le partant des Cardinals pour le 7e et ultime match. Cox blanchit alors les Giants en 8 manches dans une victoire de 6-0 qui donne aux Cardinals leur second titre de la Ligue nationale en trois saisons. En finale, il est malmené par les Twins du Minnesota, à qui il accorde 7 points en seulement 3 manches et deux tiers lancées dans la deuxième rencontre, et termine la finale avec une victoire, deux défaites et une moyenne de points mérités de 7,71 en 11 manches et deux tiers lancées en deux départs et une présence en relève.

#### Saison 1988
Des blessures au coude droit déraillent la carrière de Danny Cox. Il subit en mai 1988 la première de deux interventions chirurgicales, joue son dernier match pour Saint-Louis le 6 août 1988 et rate toutes les saisons 1989 et 1990.

### Phillies de Philadelphie
Mis sous contrat en décembre 1990 par les Phillies de Philadelphie, Cox effectue en 1991 son retour dans les majeures. Il alterne cette fois entre son ancien rôle de lanceur partant et celui de lanceur de relève. Son séjour à Philadelphie n'est pas couronné de succès et sa moyenne de points mérités se chiffre à 4,80 en 140 manches et deux tiers lancées au total, en 32 matchs dont 24 comme lanceur partant.

### Pirates de Pittsburgh
urant la saison 1992, il est libéré par les Phillies et mis sous contrat par les Pirates de Pittsburgh. Uniquement employé comme releveur par les Pirates, le changement d'équipe semble faire du bien à Cox, qui maintient une moyenne de points mérités de 3,33 en 24 manches et un tiers en fin d'année pour Pittsburgh, aidant le club à s'assurer du titre de la division Est de la Ligue nationale. Il a la chance de jouer une fois de plus en séries éliminatoires et n'accorde aux Braves d'Atlanta aucun point en une manche et un tiers lancées lors de deux apparitions en relève dans la Série de championnat perdue par Pittsburgh.

### Blue Jays de Toronto
Comme lanceur de relève, Danny Cox lance pour les Blue Jays de Toronto de 1993 à 1995. En 78 matchs et 147 manches et un tiers lancées, sa moyenne de points mérités s'élève à 4,21. Il fait trois présences en relève lors de la Série mondiale 1993 et, malgré trois points accordés aux Phillies de Philadelphie en 3 manches et un tiers lancées, il fait pour la première - et seule - fois de sa carrière partie d'une équipe championne, les Jays remportant le titre. 

### Palmarès
Danny Cox a disputé 278 matchs au total sur 11 saisons dans le baseball majeur, dont 174 comme lanceur partant. Il compte 74 victoires, 75 défaites, 21 matchs complets, 5 blanchissages, 8 sauvetages et 723 retraits sur des prises. Sa moyenne de points mérités en carrière s'élève à 3,64 en 1 298 manches lancées au total.
En séries éliminatoires, Cox lance 58 manches et un tiers en 15 parties, soit 7 comme lanceur partant et 8 comme lanceur de relève. Gagnant de trois de ces rencontres contre autant de défaites, sa moyenne de points mérités se chiffre à 3,24.